# Jardín del Parterre (Aranjuez)
El jardín del Parterre es un jardín histórico localizado junto al Palacio Real de Aranjuez. Es uno de los pocos ejemplos de jardinería clásica francesa en España. Desde 1931 es Bien de Interés Cultural y desde 2001 es Patrimonio de la Humanidad como parte de la declaración Paisaje cultural de Aranjuez.

## Historia

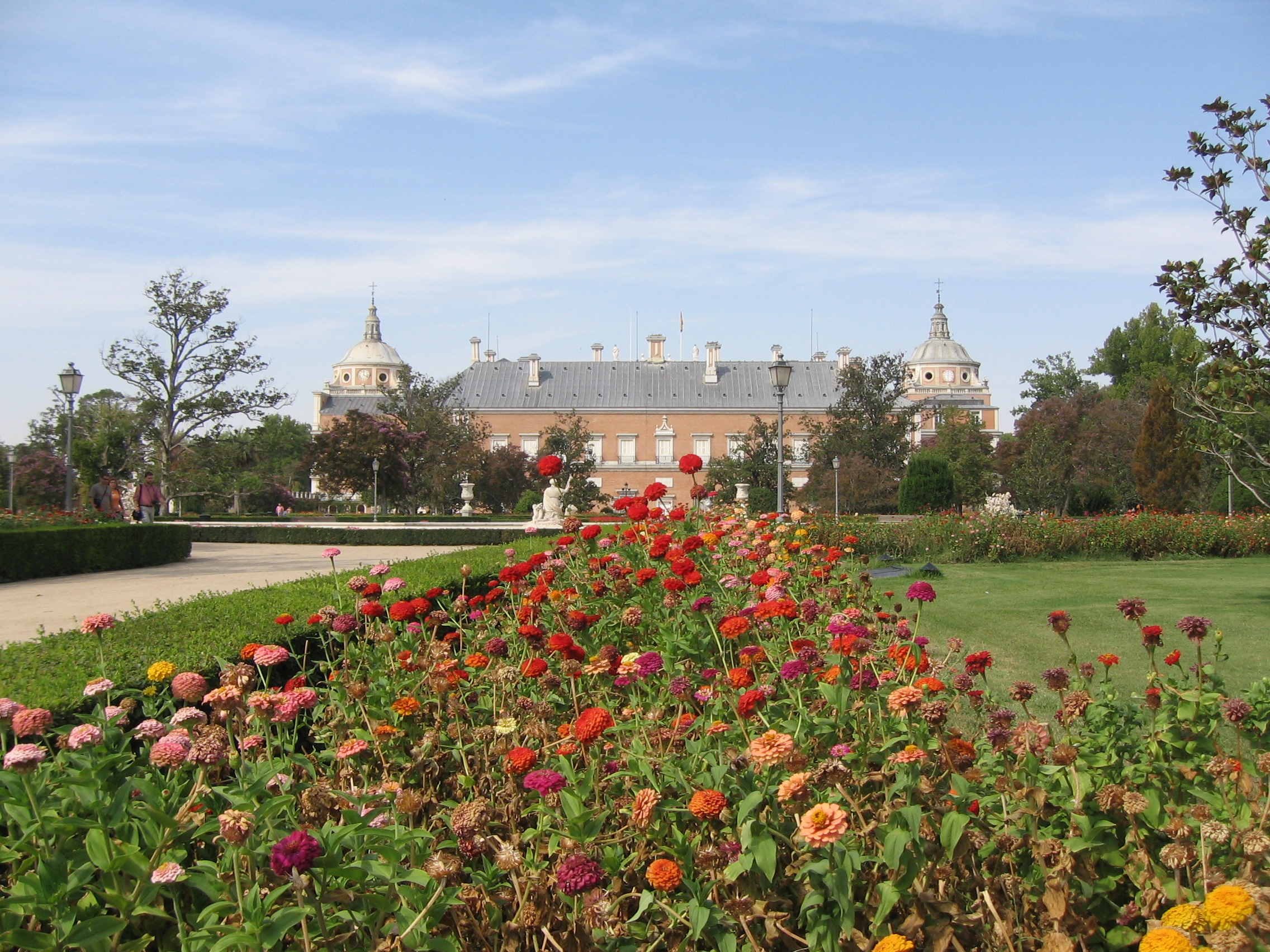
Vista hacia el palacio

Se ubica en la parte trasera del palacio. Fue realizado en tiempos de Felipe V, entre 1728 y 1735, según un proyecto de Esteban Marchand, y supuso la introducción del modelo de jardín francés con un diseño cercano a los postulados de Antoine Joseph Dezallier d'Argenville. El proyecto original presentaba un primer cuerpo, junto a la fachada del Palacio, con un parterre de bordado dividido en dos partes y estanques circulares con surtidor en el centro de estas. A continuación, un estanque central de planta mixtilínea, con tres surtidores, y rodeado de galerías vegetales. A este le seguían dos pequeñas praderas de césped con avenida central, y el remate correspondía a un estanque circular con surtidor central. La plantación corrió a cargo de Esteban Boutelou.
Al principio, el jardín estaba cerrado por un muro en sus límites sur y este. Sin embargo, en 1751 Santiago Bonavía lo sustituyó por una barandilla de hierro con pilastrones de piedra de Colmenar, y entre 1760 y 1763, bajo la dirección de Jaime Marquet, fue suprimido y reemplazado por un foso perimetral con agua, a modo de ha-ha. Finalmente, a lo largo del siglo XIX sufrió distintas modificaciones que conducirían al diseño existente en época contemporánea. Así, hacia 1850 se cambiaron los trazados barrocos por un diseño isabelino, obra de Francisco Viet y Bayez, y en 1871-1872 se crearon caminos sinuosos, formando isletas.

## Descripción

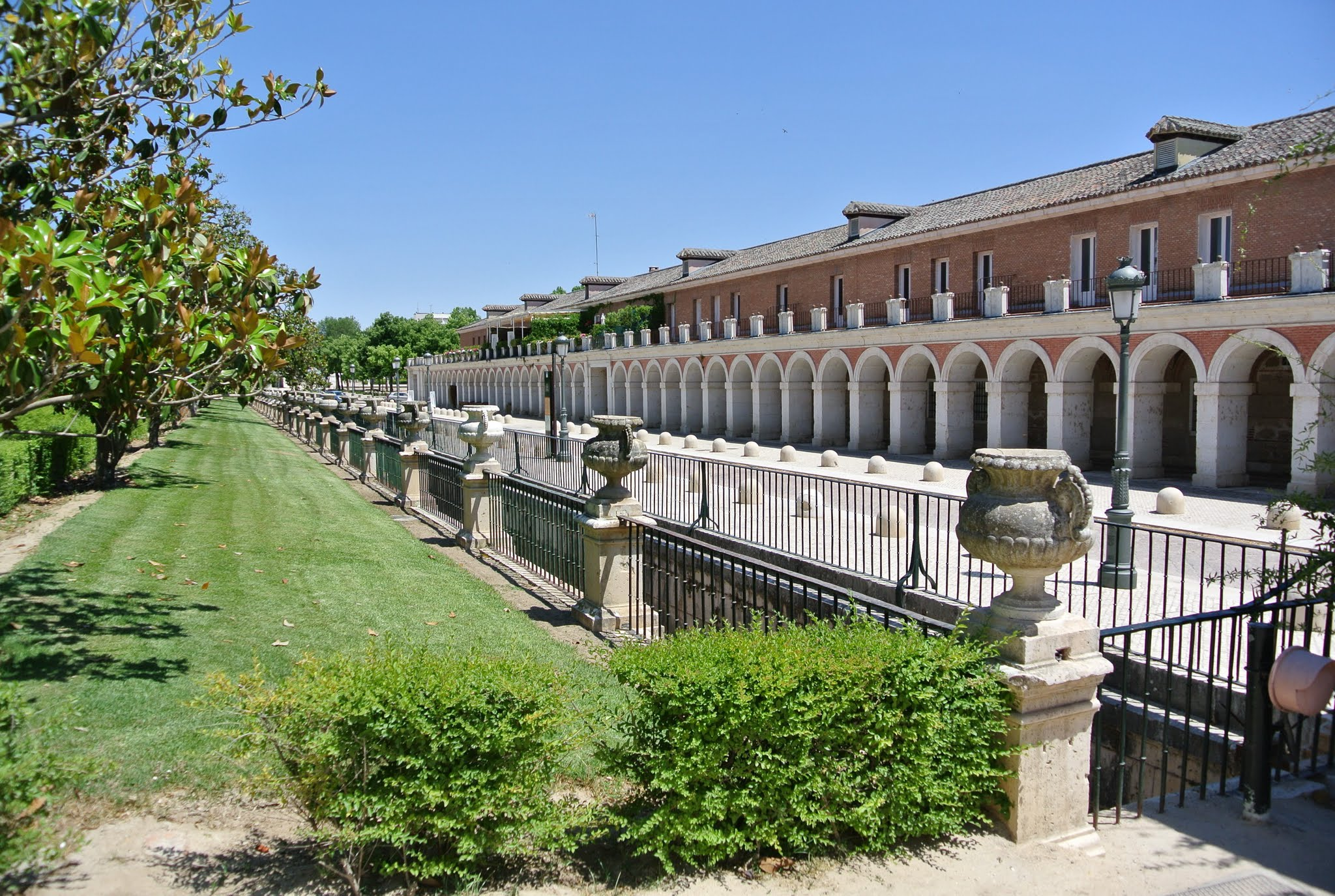
Cierre sur del jardín, frente a la Casa de Caballeros y Oficios

Consiste en un trapecio alargado, con base en la fachada oriental del palacio. Está compuesto por tres grandes grupos, organizados en torno a cuatro fuentes y separados por calles ondulantes, siguiendo un eje central. El primer grupo se encuentra junto al Palacio; presenta dos fuentes, las Nereidas, situadas simétricamente dentro de dos zonas de pradera bordeadas por seto de boj, y entre estas aparecen dos rotondas: una ovalada, de césped, bordeada por seto y con la figura de una corona en su interior, y otra circular, con una rosa de los vientos en seto de boj enmarcada por un marco también de boj. El segundo grupo se organiza en torno al estanque de la fuente de Ceres, situado de forma transversal respecto al eje principal del jardín y enmarcado por una platabanda de flores y seto de boj. En el interior del estanque se dan tres grupos escultóricos. Por último, el tercer grupo, dentro del semicírculo que cierra el jardín por el este; en él se encuentra la fuente circular de Hércules y Anteo y piezas de pradera.

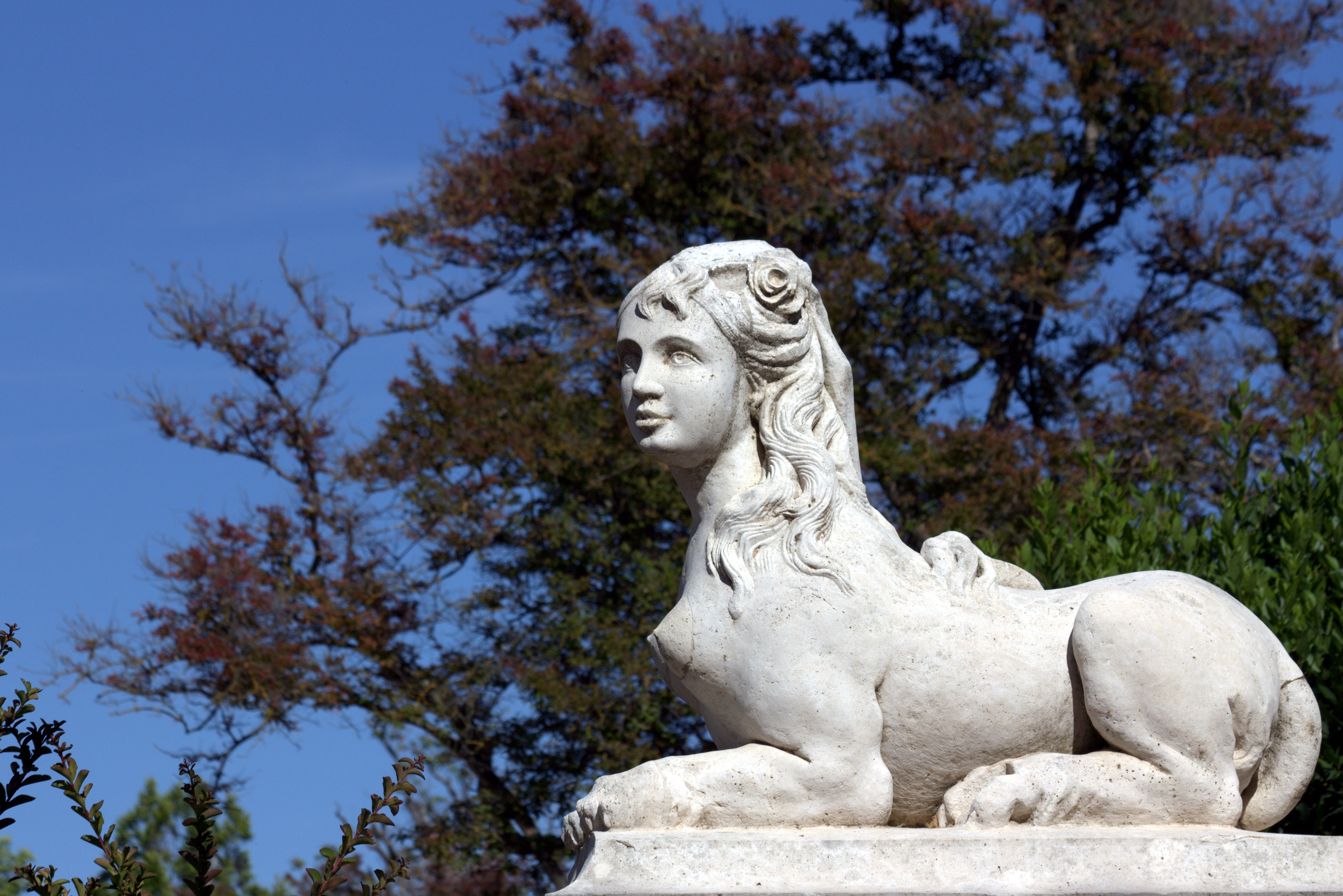
Una de las esfinges

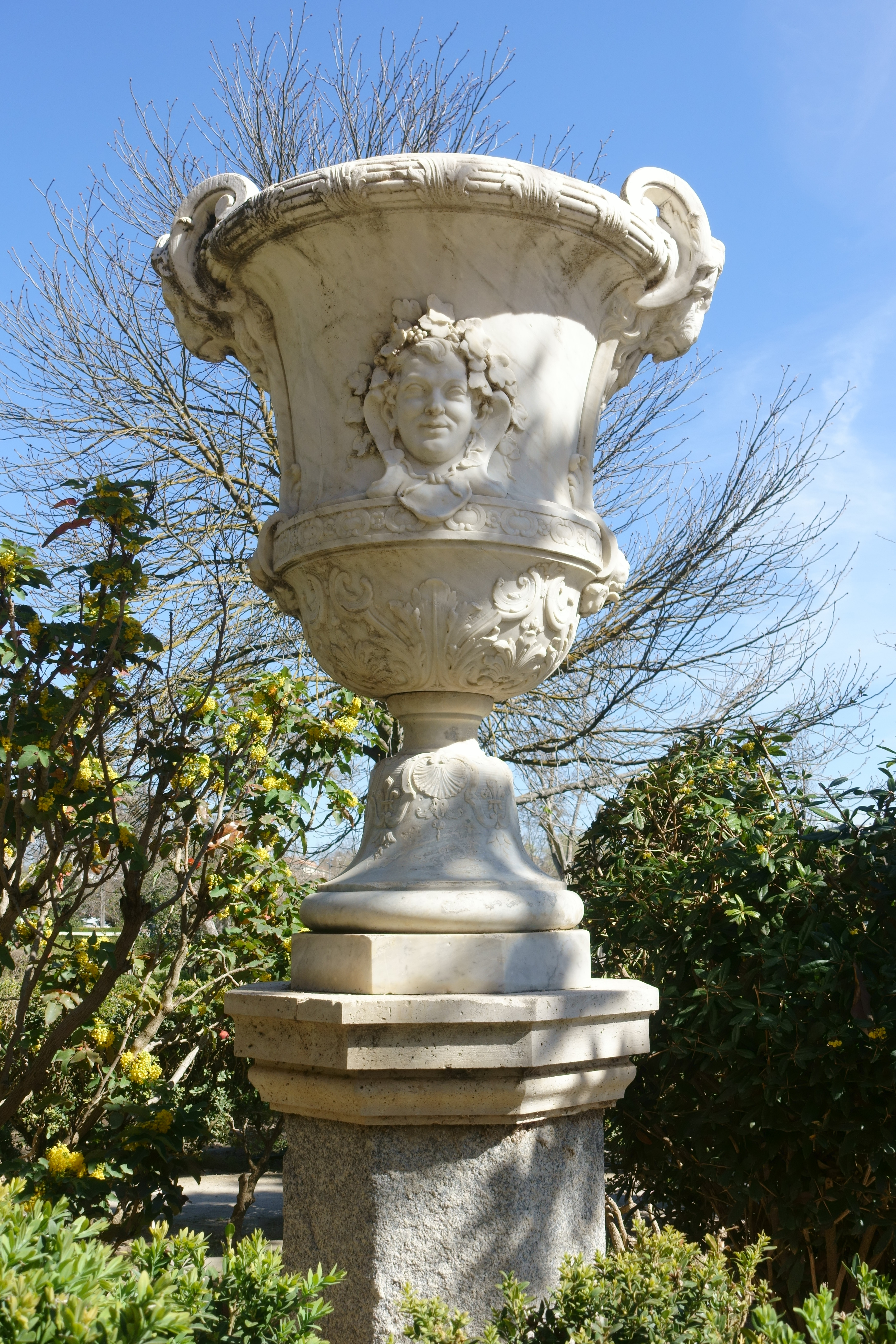
Uno de los Vasos de Thierry

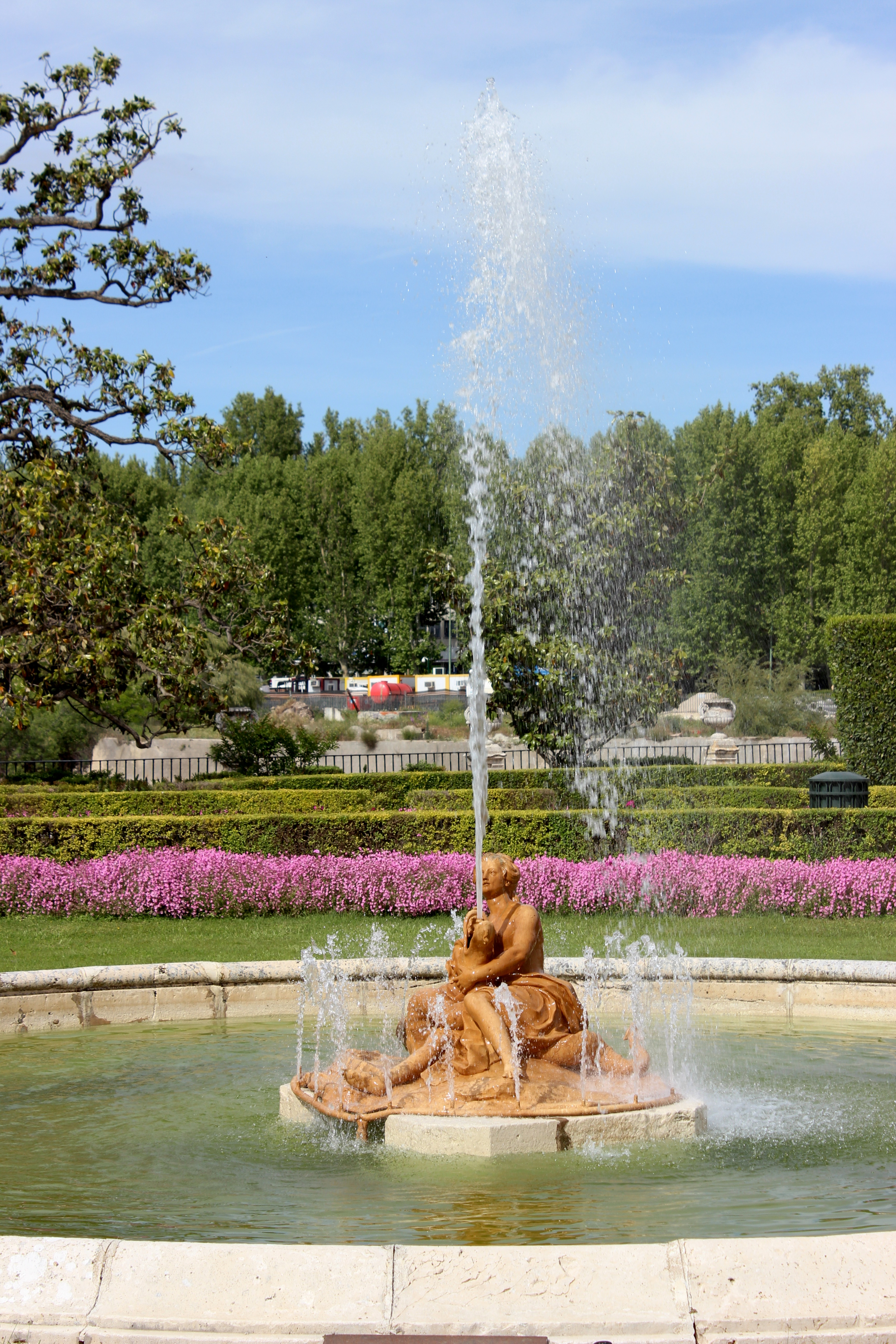
Una de las Nereidas

Entre los tres grupos se sitúan piezas triangulares de césped, con lados curvos para adaptarse a las formas ondulantes de caminos y fuentes. El interior de esas piezas presenta arbustos y árboles ornamentales y están bordeados con setos de boj. Todo el jardín se delimita en su perímetro con árboles, principalmente magnolios. En cuanto al cerramiento, tras la sustitución del muro por una balaustrada de hierro con pedestales de piedra, realizada en 1751 por Bonavía, se colocaron 236 tiestos de cerámica de Alcora sobre los pedestales; con el paso del tiempo, estas piezas desaparecieron y en la cuarta década del siglo XX se instalaron macetas de piedra artificial. La puerta de acceso se sitúa en el cierre oriental; está realizada en rejería de hierro, con dos hojas de estilo rococó francés, y presenta dos garitas a ambos lados. Estas, levantadas con piedra de Colmenar, cuentan con una puerta y tres ventanas ovaladas, y sobre su tejadillo aparecen niños portando trofeos de guerra, obra de J.B. Martínez Reina.

## Decoración escultórica

### Esfinges y vasos de Thierry
Se encuentran junto a la fachada del palacio. Las esfinges no aparecen como parte del jardín hasta un plano de 1920; sin embargo, se datan en el XVIII. Su autoría podría estar relacionada con Juan Martínez Reina, que realizó varias sirenas o esfinges en 1758, o bien con Olivieri. Simbolizarían la protección eterna de la residencia real. En el jardín también se encuentran cuatro de los veintiocho vasos de Thierry llevados en 1804 a Aranjuez procedentes de los jardines del Palacio Real de la Granja de San Ildefonso; en dos de ellos se representan las cuatro estaciones, mientras que en los otros dos se representan mascarones báquicos con guirnalda de roble y hiedra.

### Fuente de las Nereidas
Se trata de dos esculturas vaciadas en plomo, que representan a las nereidas, cuya autoría podría ser de Bousseau y que fueron colocadas por Humberto Dumandré, quien las trasladó desde la Granja de San Ildefonso en 1744. Son piezas pertenecientes a la decoración originaria del jardín, centrada en la representación del agua en la naturaleza. Están pintadas imitando el mármol, si bien inicialmente eran de bronce.

### Fuente de Ceres
La estatua de Ceres fue realizada por Joaquín Dumandre en plomo pintado de blanco. Inicialmente, desde 1791, estuvo instalada en el jardín del Príncipe, hasta que en 1889 se trasladó al Parterre. La figura aparece sentada mirando al palacio, con una antorcha en la mano derecha y un manojo de adormideras en la mano izquierda; en su costado derecho presenta una gavilla de espigas de trigo y a sus espaldas una serpiente junto a otro haz de trigo. Además, su cabello está ceñido por una corona de espigas y un geniecillo a su izquierda sostiene un cuerno de la abundancia.
A ambos lados de la figura, y como parte del grupo escultórico de la fuente, aparecen dos canastillos de flores, decorados con guirnaldas y acompañados por tres niños cada uno; uno de ellos sostiene el canastillo mientras que los otros dos simbolizan dos estaciones del año. Así, en conjunto, los dos canastillos son una alegoría de las cuatro estaciones: a la izquierda de Ceres, la niña que abraza la gavilla representa el verano y el niño con frutos en la mano simbolizaría el invierno; a la derecha, el niño que sostiene uvas en sus manos sería el otoño y la niña con un ramo de flores representaría la primavera.

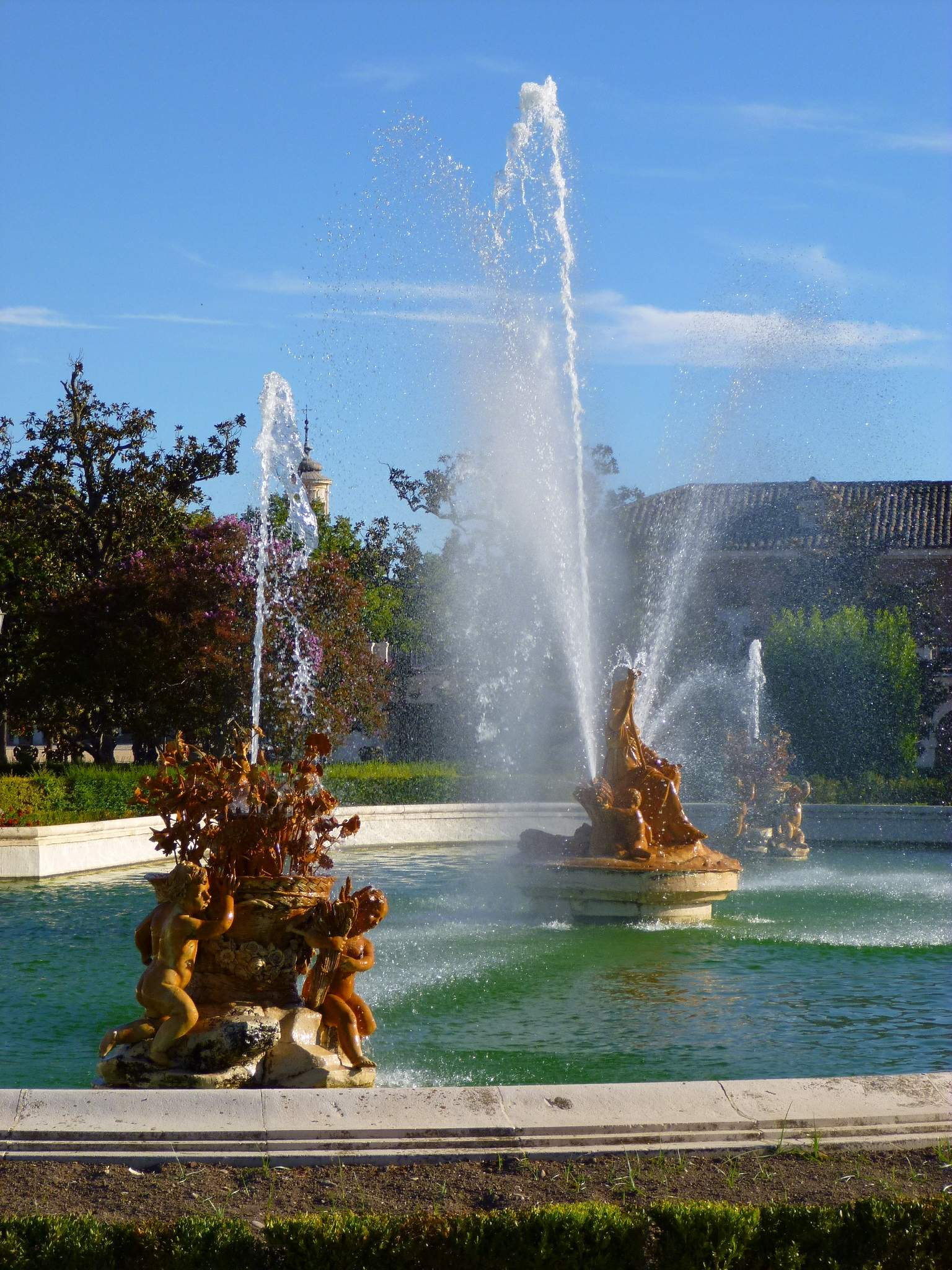
Vista general
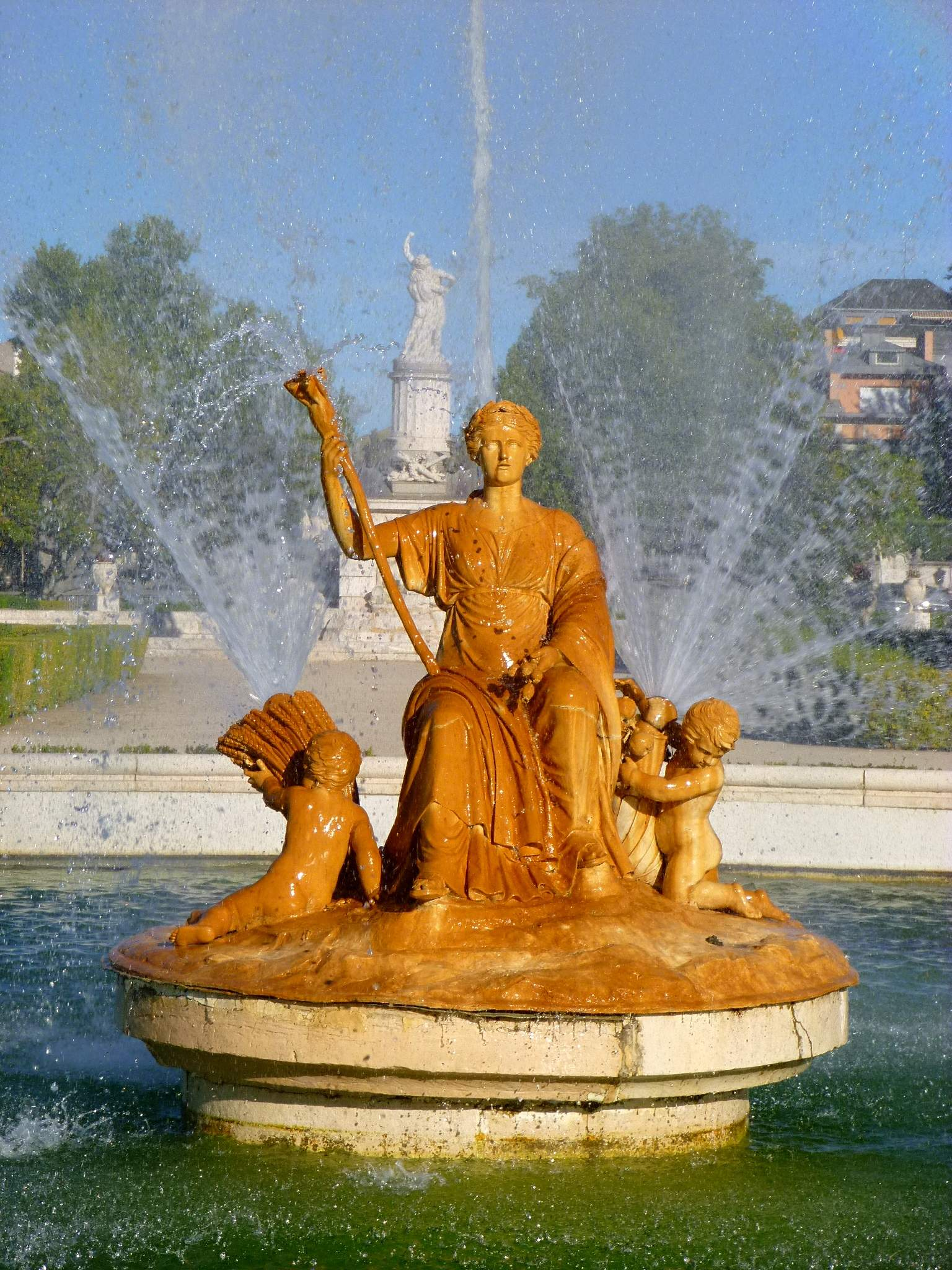
Figura de Ceres
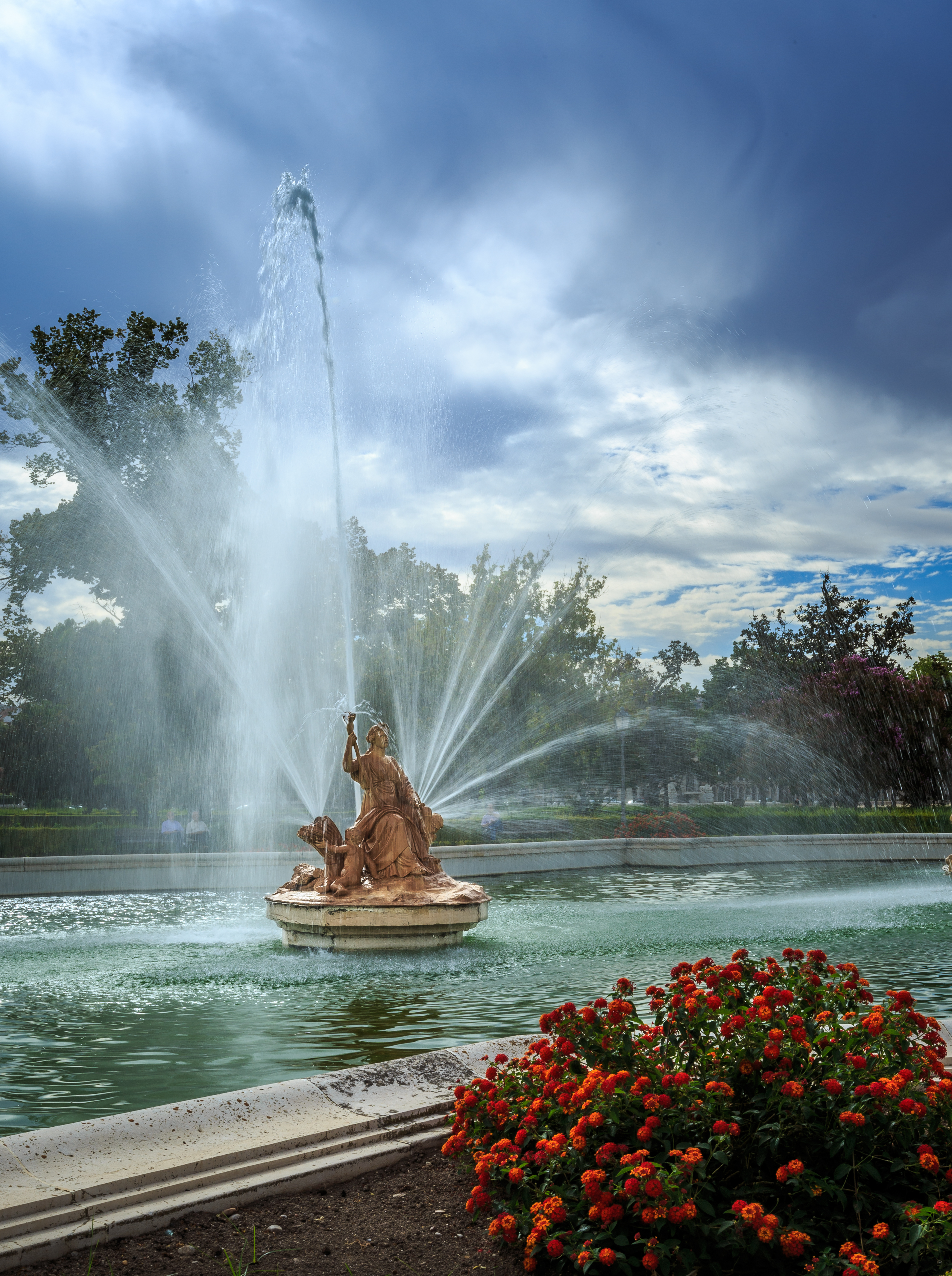
Otra vista de Ceres
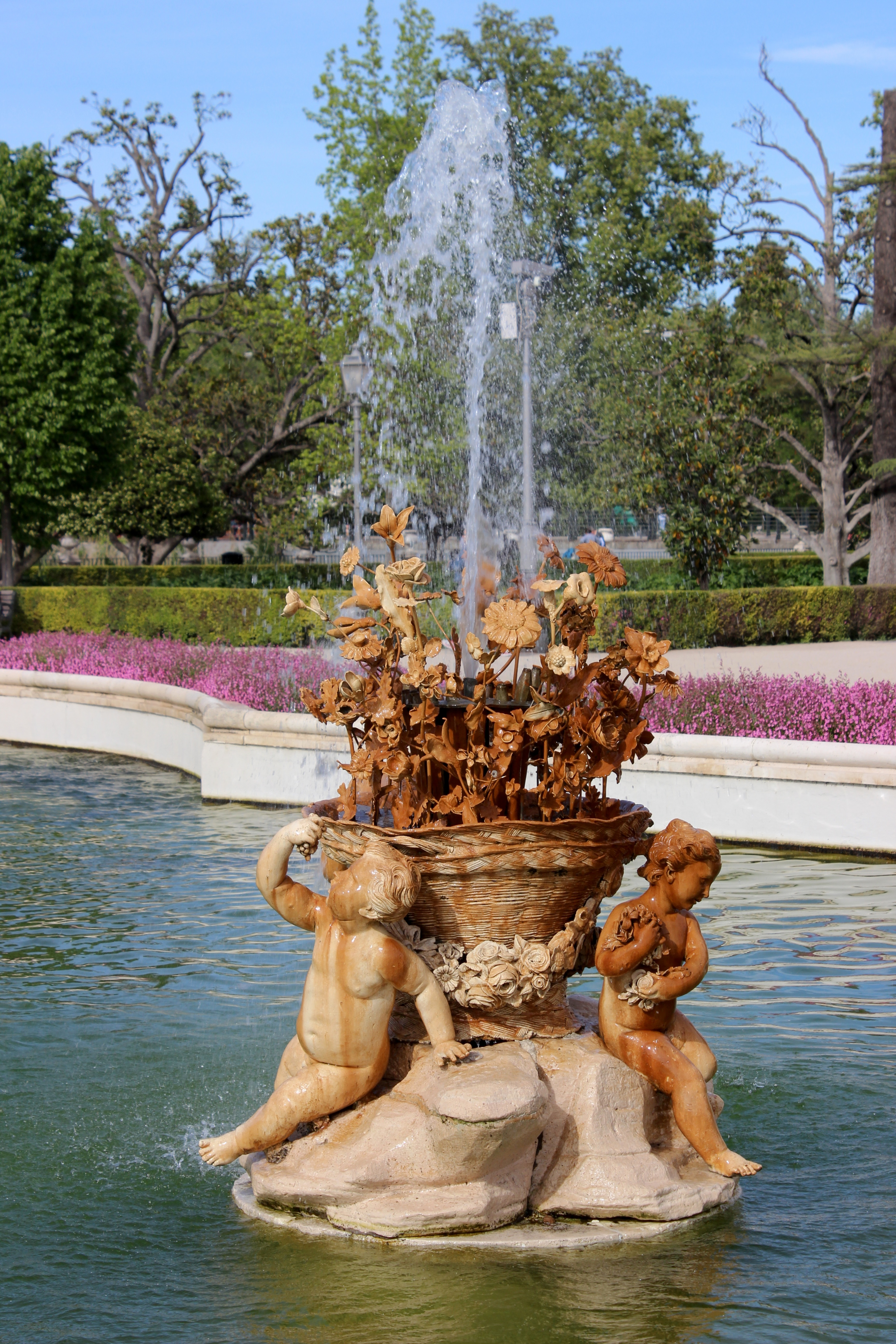
Canastillo con la alegoría de la primavera y el otoño
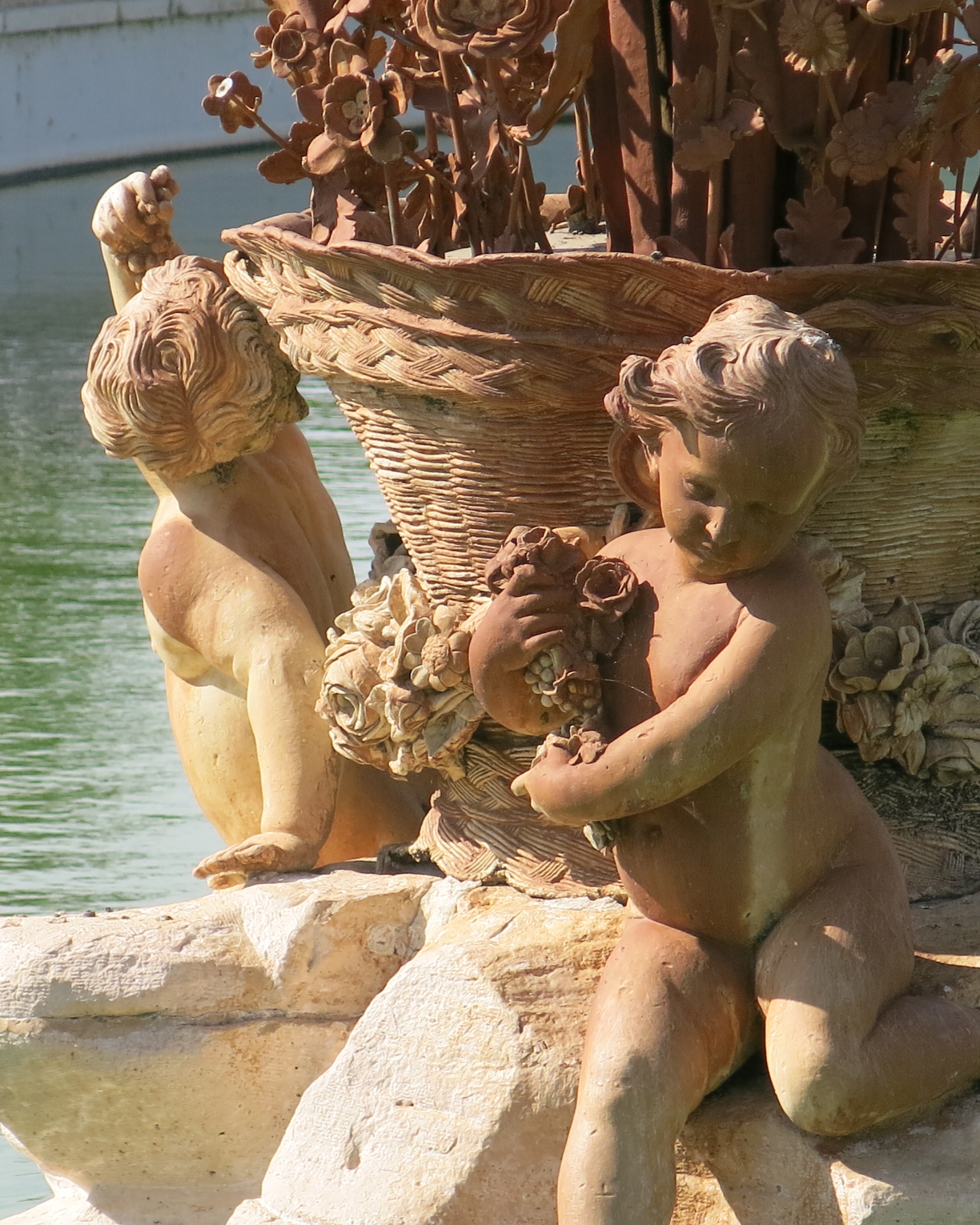
Detalle de la alegoría de la primavera

### Fuente de Hércules y Anteo

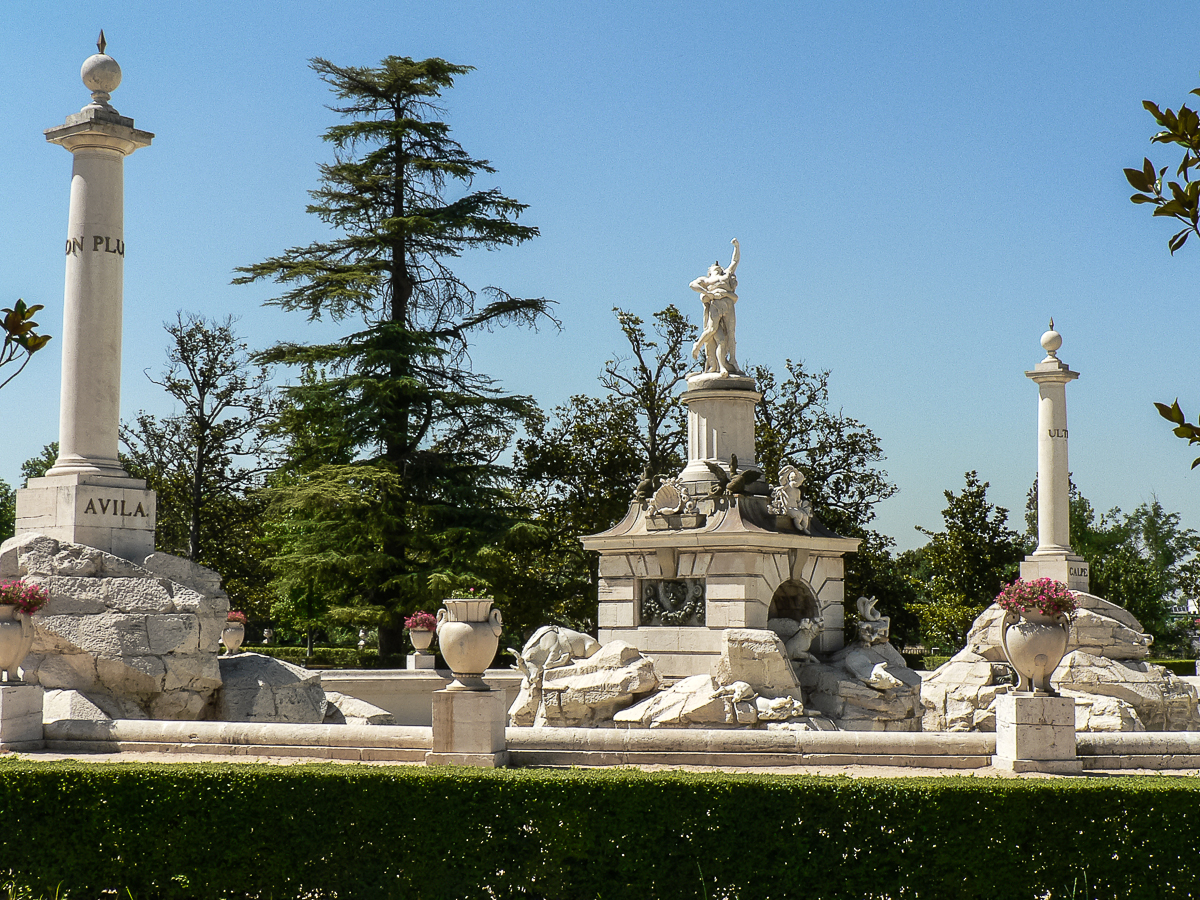
Vista general de la fuente

Se inició bajo Carlos IV y en 1807 ya estaba prácticamente terminada, pero no fue hasta 1827 cuando fue instalada en el lugar que anteriormente ocupaba una fuente dedicada al Tajo. Su arquitecto fue Isidro González Velázquez y las esculturas, en estilo neoclásico, corrieron a cargo de Juan Adán. Consta de tres grupos escultóricos dentro de un mismo estanque. El grupo central culmina en la escultura de Hércules y Anteo y está formado por un tronco de columna estriada apoyada en un tejadillo de cuatro vertientes; en este figuran Hércules niño atacado por dos serpientes y los atributos del héroe, como la maza, el arco con carcaj y la corona de laurel. Debajo del tejadillo, cuatro fachadas simulando un habitáculo, con mascarones y guirnaldas, y en la base de todo el conjunto un roquedal, en el que se representan varias gestas de Hércules a través de los animales o monstruos que mató: la cierva de Cerinea, el can Cerbero, el jabalí de Erimanto, el león de Nemea y el toro de Creta, además de la representación de otros seres, como sirenas y una quimera. Los dos grupos laterales representan las columnas de Hércules, Calpe y Ávila, sobre unos peñascos. En cada una aparece la inscripción Non plus ultra, y un dragón que mira hacia el centro del estanque.